# Hafen von Montreal
Der Hafen von Montreal ist ein Binnenhafen in Kanada. Er befindet sich in der Stadt Montreal am Sankt-Lorenz-Strom. Jährlich werden 28 Millionen Tonnen Güter und 46.000 Kreuzfahrtpassagiere abgefertigt. Gemessen an der Gütermenge ist er der zweitgrößte Binnenhafen der Welt, der zweitgrößte Hafen Kanadas nach Vancouver und einer der größten Nordamerikas.

## Beschreibung
Hauptgrund für die Bedeutung des Montrealer Hafens ist seine geographische Lage. Der Sankt-Lorenz-Strom, einer der mächtigsten Flüsse Nordamerikas, ermöglicht es auch hochseetauglichen Schiffen, weit ins Innere des Kontinents vorzustoßen. Da der Höhenunterschied zwischen dem Atlantik und Montreal relativ gering ist, entfallen kosten- und zeitintensive Schleusendurchfahrten. Auf diese Weise verkürzen sich die Transportwege zu den Industrieregionen in Ontario und im Mittleren Westen der USA um rund 1600 Kilometer. Zudem ist der zu den Großen Seen führende Sankt-Lorenz-Seeweg, mit dem die Lachine-Stromschnellen umfahren werden können, in den Wintermonaten zugefroren, während der Montrealer Hafen durch den Einsatz von Eisbrechern ganzjährig erreichbar bleibt.
Die Piers befinden sich auf der Île de Montréal am Westufer des Sankt-Lorenz-Stroms. Ver- und entladen werden hauptsächlich Weizen, Zucker, Erdöl, Maschinen und Konsumgüter. Die Kanadische Küstenwache setzt Eisbrecher ein, um den Zugang zum Hafen auch im Winter zu sichern und um Springfluten durch aufgestautes Eis zu verhindern. Der näher beim Stadtzentrum gelegene Alte Hafen von Montreal (Vieux-Port / Old Harbour) wurde vollständig umgestaltet und ist heute eine beliebte Ausflugs- und Touristendestination.

## Geschichte

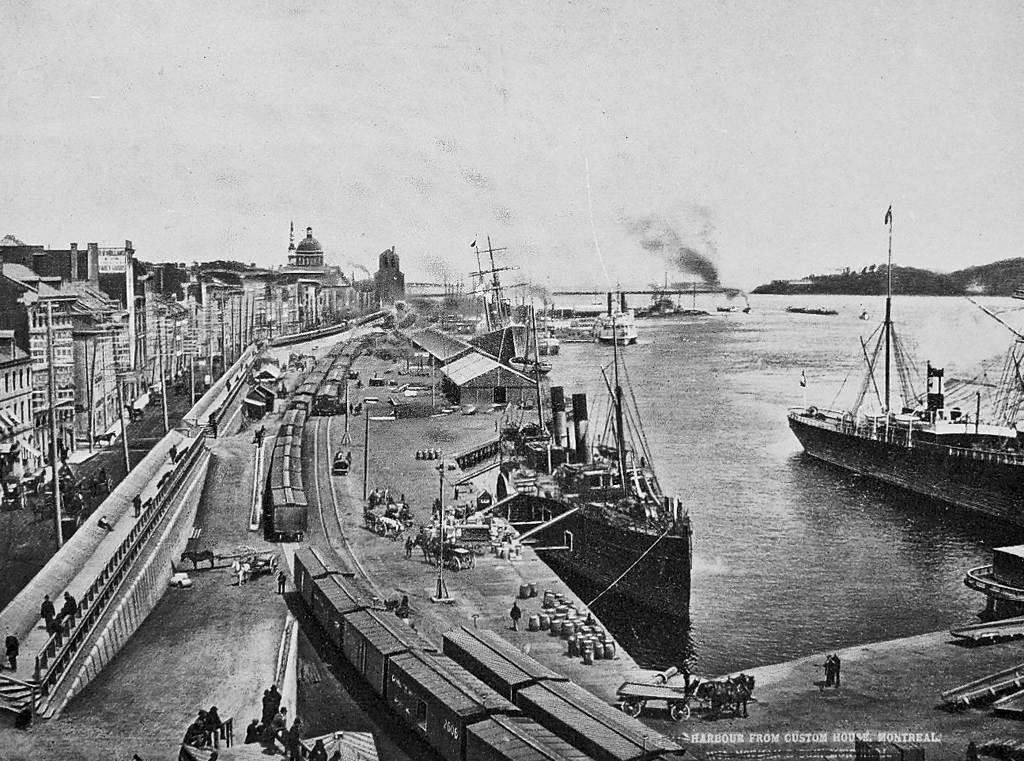
Alter Hafen von Montreal circa 1899.

Nach der Stadtgründung im Jahr 1642 bestand der Hafen während mehr als anderthalb Jahrhunderten aus einfachen Anlegestellen für Kanus, Flachboote und Barken. 1809 verkehrten erstmals Dampfschiffe von und nach Montreal. 1830 wurde eine Hafenbehörde gegründet, die in den folgenden zwei Jahren die ersten permanenten Docks und Piers errichten ließ. Nach der Ausbaggerung der Schifffahrtsrinne zwischen den Städten Montreal und Québec war es hochseetauglichen Schiffen ab 1854 möglich, den Sankt-Lorenz-Strom zu befahren. Seither ist die Rinne mehrmals verbreitert und vertieft worden. 1856 richtete die Allan Line eine feste Dampfschiffverbindung zwischen Montreal und Liverpool ein, 1871 wurde der Hafen ans Eisenbahnnetz angebunden.
Die Bundesregierung verstaatlichte im Jahr 1936 die kanadischen Häfen und stellte auch den Hafen von Montreal unter die Aufsicht des neu gegründeten National Harbours Board. 1959 löste der Sankt-Lorenz-Seeweg den älteren Lachine-Kanal ab. Hochseetaugliche Schiffe konnten somit weiter ins Landesinnere verkehren. Allerdings konnte der Fluss weiterhin während jeweils rund dreieinhalb Monaten nicht befahren werden, da er im Winter zufror. 1964 kamen erstmals Eisbrecher zum Einsatz, die den Fluss seither zumindest bis nach Montreal das ganze Jahr über eisfrei halten. 1967 begann in Montreal das Zeitalter der Containerschifffahrt, elf Jahre später wurde der erste Containerterminal eröffnet. 1983 übernahm die autonome Administration portuaire de Montréal den Betrieb des Hafens. An dieser sind der Bund, die Provinz Québec und die Stadt Montreal beteiligt.